# ひらがな・カタカナ地名
ひらがな・カタカナ地名（ひらがな・カタカナちめい）は、地名を命名法・由来などをもとに分類した地名種類の一種である。仮名書き地名（かながきちめい）とも呼ばれる。
日本の地名表記のうち地名を全て漢字で表記していないものを指す。一部に漢字を用いる場合もこれに含まれるが、長野県下高井郡山ノ内町の「ノ」のように助詞を漢字で表記せずに用いるものは含まないのが一般的である。

## 概要
ひらがな・カタカナの市町村名は、本来は漢字表記が存在するが難読地名である、他の市名と重複するなどの理由で、意図的にひらがな・カタカナ表記にしたものが多いが、市町村合併、特に新設合併によって誕生する事例が多く「柔らかなイメージを持たせるため」という理由で付けられることも比較的多い。一方で2019年10月現在、都道府県名・郡名・区名にはひらがな・カタカナのものはなく、新たに生まれる予定もない。
珍しい例ではあきる野市があり、従来より使用された同音の漢字名が2パターン（阿伎留、秋留）存在していた。五日市町は阿伎留を主張し、秋川市は秋留を推していたため話し合いが纏まらず、妥協案としてひらがな地名となった経緯がある。
ただし町丁名などには漢字表記が当てられていないものや、施設名をそのまま地名にしたものもある。小字などでは正式な文字表記が不明であり、便宜上カタカナ表記される例もある。また北海道にはアイヌ語地名をカタカナ表記したものもある。
日本全国のひらがな・カタカナ地名の市町村が集まって「全国ひらがな・カタカナ市町村サミット」も開催された。
なお、日本国内でローマ字を用いた行政地名として、北海道北広島市の大字「Fビレッジ」、富山県高岡市の大字「ICパーク」がある。

### 批判的観点
信州大学人文学部（地域社会学）の村山研一によると、さくら市、みどり市、つくばみらい市はその土地の独自性と結びつかず、場所の特定が困難となるという弊害があり、新タイプの瑞祥地名と見なすこともできる。
南アルプス市のような漢字とカタカナの組み合わせもあるが、市名の一般公募の投票結果では、市域が所属していた巨摩郡にちなむ「巨摩野」「こま野」「こまの」などの合計の方が多かったが、単独で最多だったため決まった。

南アルプス市の誕生の翌年には、愛知県で南セントレア市騒動が起きた。市域内ではなく隣の自治体（常滑市）にある中部国際空港にあやかろうと、ひらがな・カタカナ地名を合併後の市名に用いようとしたことを理由に、合併賛成派だった市民の反対を招いて合併自体が破談になった。
ひらがな地名の採用に対する批判の例として、さいたま市がよく挙げられる。

## ひらがな・カタカナ市町村名一覧
市町村名にひらがなやカタカナを含む市町村を一覧にしたもの。括弧内に本来の漢字・アルファベット表記を示す。

### ひらがなを含むもの
北海道
- 幌泉郡えりも町（襟裳）
- 日高郡新ひだか町（新日高）
- 久遠郡せたな町（瀬棚）
- 勇払郡むかわ町（鵡川）

青森県
- むつ市（陸奥）
- つがる市（津軽）
- 上北郡おいらせ町（奥入瀬）

秋田県
- にかほ市（仁賀保）

福島県
- いわき市（旧国名では石城や磐城。旧郡名では石城・岩城・磐城。戦国時代までの領主・大名は岩城）

茨城県
- つくば市（筑波）
- ひたちなか市（常陸那珂）
- かすみがうら市（霞ヶ浦）
- つくばみらい市（漢字を当てれば「筑波未来」。筑波郡と合併2町村の境にあるみらい平駅が由来）

栃木県
- さくら市（桜。植物のサクラが由来）

群馬県
- みどり市（緑）
- 利根郡みなかみ町（水上）

埼玉県
- さいたま市（埼玉。県庁所在地の中で唯一ひらがなが用いられている）
- ふじみ野市（富士見野。隣接する富士見市に所在し、富士見市から駅名が採られたふじみ野駅が由来）
- 比企郡ときがわ町（都幾川）

千葉県
- いすみ市（夷隅）

東京都
- あきる野市（秋留野、阿伎留野）

石川県
- かほく市（郡名は河北、位置は加賀国の北）

福井県
- あわら市（芦原）
- 大飯郡おおい町（大飯）

愛知県
- みよし市（三好。徳島県三好市との重複を避けるため市制施行時に改称）
- あま市（海部）

三重県
- いなべ市（員弁）

兵庫県
- 南あわじ市（南淡路）
- たつの市（龍野）

和歌山県
- 伊都郡かつらぎ町（葛城）
- 日高郡みなべ町（南部）
- 西牟婁郡すさみ町（周参見）

香川県
- さぬき市（讃岐）
- 東かがわ市（東香川）
- 仲多度郡まんのう町（満濃）

徳島県
- 美馬郡つるぎ町（剣）
- 三好郡東みよし町（東三好）

高知県
- 吾川郡いの町（伊野）

福岡県
- うきは市（浮羽）
- 京都郡みやこ町（京都）
- みやま市（三山。三池郡と山門郡の合成地名）

佐賀県
- 三養基郡みやき町（三養基）

熊本県
- 球磨郡あさぎり町（朝霧。地名ではなく霧の多い地域であることが由来）

宮崎県
- えびの市（葡萄野、蝦野、海老野。市名はえびの高原に由来し、「えび」は色のえび色に由来する[3]）

鹿児島県
- いちき串木野市（市来串木野）
- 南さつま市（南薩摩）
- 薩摩郡さつま町（薩摩）

沖縄県
- うるま市（宇流麻。沖縄方言に由来し、宇流麻は当て字）

### カタカナを含むもの
北海道
- 虻田郡ニセコ町（アイヌ語。「二世古」や「新雪谷」などの当て字表記あり）

山梨県
- 南アルプス市（南Alps。漢字としては「亜耳伯士」や「亜力伯」がある）

## かつて存在したもの
以下は、市町村合併によって廃止した市町村名。合併後も市内の地名として存続している所がある。括弧内に本来の漢字表記を示す。

### ひらがなを含むもの
- 長野県諏訪郡ちの町（現・茅野市、茅野）
- 滋賀県東浅井郡びわ町（現・長浜市、琵琶。同県の琵琶湖が由来）
- 山口県阿武郡むつみ村（現・萩市、睦。動詞の「睦みあう」が由来）

### カタカナを含むもの
- 滋賀県高島郡マキノ町（現・高島市、牧野。マキノスキー場が由来）
- 沖縄県コザ市（現・沖縄市、胡差、諸説あり）

## 実際に使用されることがなかったもの
市町村合併などにより新市町村名に決定したが、合併の破談や名称の再検討により使用されなかったもの。候補に挙がっただけのものは除く。

### ひらがなを含むもの
- 北海道東さっぽろ市（空知郡南幌町・夕張郡由仁町・栗山町が合併後に使用する予定だった市名。住民の反対で破談になった）
- 北海道ひだか市（新冠郡新冠町・静内郡静内町・三石郡三石町が合併後に使用する予定だった市名。協議決裂で破談になり、静内町・三石町は新設合併して新ひだか町になった）
- 宮城県あぶくま市（角田市・伊具郡丸森町が合併後に使用する予定だった市名。住民の反対で破談になった）
- 山形県はながさ市（尾花沢市・北村山郡大石田町が合併後に使用する予定だった市名。住民の反対で破談になった）
- 福島県だて市（伊達郡伊達町・梁川町・保原町・霊山町・月舘町が合併後に使用する予定だった市名。住民の意見により「伊達市」に変更された）
- 栃木県みかも市（下都賀郡大平町・藤岡町・岩舟町が合併後に使用する予定だった市名。協議決裂で破談になり、3町は栃木市に編入された）
- 埼玉県こだま市（本庄市と児玉郡美里町・児玉町・神川町・神泉村・上里町が合併後に使用する予定だった市名。住民の反対で破談になり、神川町・神泉村は新設合併して神川町になり、本庄市・児玉町は新設合併して本庄市になった）
- 岐阜県ひらなみ市（海津郡海津町・平田町・南濃町が合併後に使用する予定だった市名。住民アンケートの結果を受け海津市に変更した）
- 岡山県あかいわ市（旧赤磐郡山陽町・赤坂町・熊山町・吉井町・瀬戸町が合併後に使用する予定だった地名。瀬戸町が協議から離脱し、その後瀬戸町を除く4町は新設合併して赤磐市になり、瀬戸町は岡山市に編入された）
- 愛媛県北宇和郡きほく町（広見町・松野町・日吉村が合併後に使用する予定だった町名。協議決裂で破談になり、広見町・日吉村は新設合併して鬼北町になった）
- 福岡県ゆたか市（直方市と鞍手郡小竹町・鞍手町が合併後に使用する予定だった市名。協議決裂で破談になった）
- 長崎県東そのぎ市（東彼杵郡東彼杵町・川棚町・波佐見町が合併後に使用する予定だった市名。2度の協議決裂で破談になった）[4]
- 長崎県北松浦郡さざなみ町（小佐々町・佐々町が合併後に使用する予定だった町名。協議決裂で破談になり、小佐々町は佐世保市に編入された）[5]
- 鹿児島県れいめい市（串木野市・日置郡市来町が合併後に使用する予定だった市名。再検討により「いちき串木野市」に変更された）
- 鹿児島県ちらん枕崎市（枕崎市と川辺郡知覧町が合併後に使用する予定だった市名。協議決裂で破談になり、知覧町は頴娃町・川辺町と新設合併して南九州市になった）
- 鹿児島県大島郡とくのしま町（徳之島町・天城町・伊仙町が合併後に使用する予定だった町名。住民の反対で破談になった）

### カタカナを含むもの
- 北海道サロマ町（常呂郡佐呂間町と紋別郡上湧別町・湧別町が合併後に使用する予定だった町名。住民の反対で破談になり、上湧別町・湧別町は新設合併して湧別町になった）
- 長野県中央アルプス市（駒ヶ根市と上伊那郡飯島町・中川村が合併後に使用する予定だった市名。住民の反対で破談になった）
- 愛知県南セントレア市（知多郡美浜町と南知多町が合併後に使用する予定だった市名。住民の反対で破談になった）